# Michelle Nicastro
Pour les articles homonymes, voir Nicastro.
Michelle Nicastro (née le 31 mars 1960 à Washington, District of Columbia (États-Unis), et morte le 4 novembre 2010) est une actrice américaine.

## Biographie
Michelle Nicastro est née à Washington D.C., fille de Carole Rose (née Guarino) et Norman Joseph Nicastro.
En plus de ses talents d'actrice, elle était notamment connue pour avoir prêté sa voix à la Princesse Odette dans la version américaine du Cygne et la Princesse. Elle avait également utilisé ses talents au théâtre dans la comédie musicale Merlin (en), et dans la musique.
Elle est morte dans la nuit du 4 au 5 novembre 2010 dans sa maison familiale des suites d'un double cancer du sein et du cerveau.

## Anecdote
La série américaine The Event lui rend hommage dans l'épisode 8 de la première saison avant le générique final.
Une autre série américaine, Facing Kate, lui rend aussi hommage dans le pilote. On y voit un juge qui s'appelle de la même façon qu'elle, et juste avant le générique, on peut voir : « In loving memory of Michelle Nicastro. »

## Filmographie
- 1984 : Suzanne Pleshette Is Maggie Briggs (en) (série TV) : Diana Barstow
- 1984 : Supercopter : Les Échos du passé : Nurse Sue Jeanne
- 1984 : Body Rock : Darlene
- 1986 : Bad Guys : Janice Edwards
- 1984 : Santa Barbara (Santa Barbara) (série TV) : Cybill Jordan (1986) / … (épisodes inconnus, 1989-1990)
- 1965 : Des jours et des vies (Days of Our Lives) (série TV) : Sasha Roberts, #4 (épisodes inconnus, 1987)
- 1989 : Quand Harry rencontre Sally (When Harry Met Sally) : Amanda Reese
- 1994 : Hart to Hart: Crimes of the Hart (TV) : Dori
- 1994 : Le Cygne et la Princesse (The Swan Princess) : Princesse Odette (adulte, voix)
- 1997 : Le Cygne et la Princesse 2 (The Swan Princess II) : Odette (voix)
- 1998 : The Swan Princess: Sing Along (voix)
- 1998 : Le Cygne et la Princesse 3 : Le Trésor enchanté (The Swan Princess: The Mystery of the Enchanted Kingdom) : Odette (voix)